# 新墨西哥 (奇里基省)
新墨西哥是巴拿马奇里基省阿兰赫区的一个城市。 该市面积为72.6平方（28.0平方英里），2010年时人口为2,101，故其人口密度为28.9名居民每平方（75名居民每平方英里）。新墨西哥设立于2003年4月30日。